# Suslic cuacurt
El suslic cuacurt (Spermophilus brevicauda) és una espècie de rosegador esciüromorf de la família dels esciúrids. Es troba a l'est del Kazakhstan i a la part nord de la regió de Xinjiang a la Xina.
Una revisió genèrica de gènere es dugué a terme el 2007, que ajudà a resoldre la incertesa pel que fa a si aquesta espècie ha de ser considerada una subespècie de Spermophilus erythrogenys. Una filogènia basada en dades de seqüències moleculars va determinar que el Spermophilus brevicauda era de fet una espècie separada del Spermophilus erythrogenys, i de les altres espècies similars del gènere, com Spermophilus pallidicauda i Spermophilus alashanicus.

## Distribució
El suslic cuacurt es troba a la regió del llac Zaissan a l'est del Kazakhstan, cap al sud i cap a l'oest al llarg de la serralada del Tian Shan fins als voltants d'Almati, a banda i banda de la frontera kazakh-xinesa. Les espècies estretament relacionades, Spermophilus alashanicus al desert Alashan i Spermophilus pallidicauda que es troba al nord-est de Gansu i la Mongòlia Interior, són al·lopàtriques en la distribució, separades com estan per les fronteres geogràfiques.